# Taketomi-jima

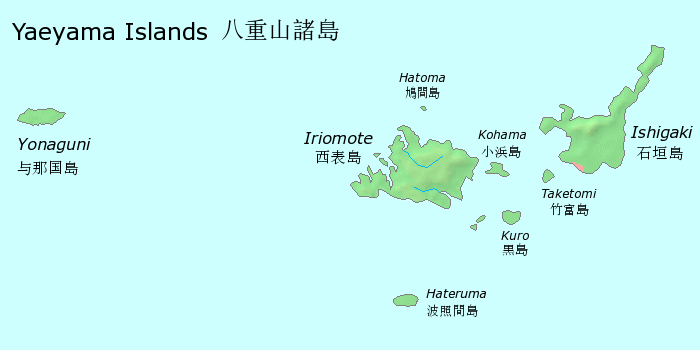
Lägeskarta

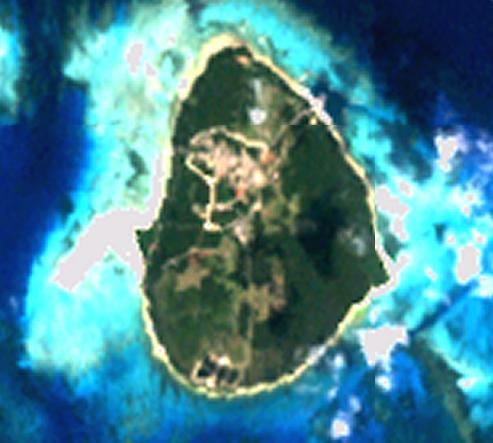
Bild över Taketomi

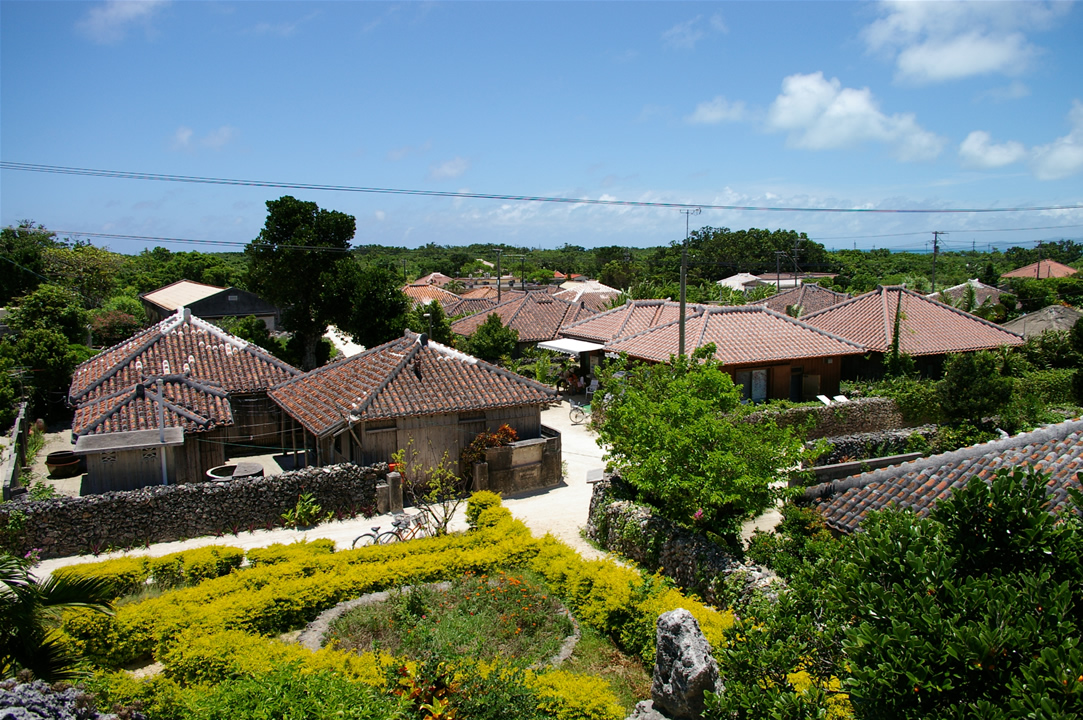
Klassiska hus på Taketomi

Taketomi (japanska 竹富島 Taketomi-jima, "Bamburika ön") är en ö i ögruppen Yaeyamaöarna i nordvästra Stilla havet som tillhör Japan.

## Geografi
Taketomi ligger i Östkinesiska havet cirka 425 km sydväst om Okinawa, cirka 6 sydväst om Ishigaki och cirka 270 km öster om Taiwan.
Ön är en korallö och har en areal om cirka 5,42 km² med en omkrets om cirka 10 km och omges av ett korallrev. Den högsta höjden är på endast cirka 21 m ö.h.
Befolkningen uppgår till cirka 350 invånare. Förvaltningsmässigt utgör ön Taketomi kommun i "Yaeyama-gun" (Yaeyama-distrikt) i Okinawa prefekturen.
Taketomi förvaltar även de mindre öarna Atoku-jima, Hatoma-jima, Kamichi Aragusuku, Kayama-jima, Kohama-jima, Kuro-shima, Shimochi Aragusuku, Ubanari-shima och Yubu-shima i Yaeyamaöarna.
Ön ingår i Iriomote-Ishigaki nationalpark och kan endast nås med fartyg då den saknar flygplats.
Tack vare strikta regler har ön bevarat sin historiska stil med bland annat envåningsbyggnader lagda med de klassiska kawarayane (röda tegelpannor), stenmurar, Shisastatyer (lejonliknande figurer) och vägar täckta av vit sand. En del av husen fungerar som Minshuku, en form av traditionellt japansk härbärge.

## Historia
Ön ingår i Okinawaöarna som alltid har varit ett viktigt handelscentrum i regionen. Öarna utgjorde mellan 1300-talet och 1800-talet ett oberoende kungadöme, Kungariket Ryukyu. Riket hade kontakter inte bara med grannarna Japan och Kina, utan också med exempelvis Borneo och Java. Sin självständighet behöll riket genom att betala tribut (brandskatt) till ömsom Kina, ömsom Japan.
1771 drabbades ön av "Meiji-tsunamin" dock utan att ta större skada.
1879 införlivades riket i Japan, och blev länet Okinawa.
Under andra världskriget utspelade sig våren 1945 ett av de största och betydande slagen i Stilla havet (Slaget om Okinawa) här. Området ockuperades sedan av USA som förvaltade öarna fram till 1972 då de återlämnades till Japan.
Den 1 oktober 2005 infördes den nuvarande förvaltningsstrukturen med distrikt och kommun.